# Christine Wasterlain
Christine Wasterlain ist eine ehemalige belgische Ruderin, die 1973 Europameisterschaftszweite und 1974 Weltmeisterschaftsdritte im Einer war.
Bei den Europameisterschaften 1973 in Moskau siegte Genovaitė Ramoškienė aus der Sowjetunion mit 0,39 Sekunden Vorsprung auf Christine Wasterlain, die ihrerseits über sechs Sekunden Vorsprung auf die Drittplatzierte Edith Eckbauer aus der Bundesrepublik Deutschland hatte. 1974 fanden erstmals Wettbewerbe für Frauen im Rahmen der Weltmeisterschaften statt. Den ersten Weltmeistertitel im Einer gewann in Luzern Christine Scheiblich aus der DDR mit fast sechs Sekunden Vorsprung. Dahinter erreichten Genovaitė Ramoškienė, Christine Wasterlain und Edith Eckbauer mit jeweils etwa 0,7 Sekunden Abstand das Ziel. Christine Wasterlain nahm 1975 noch einmal an den Weltmeisterschaften in Nottingham teil, belegte aber nur den zehnten Platz.